# Noach
Noach oder Noah (seltener Noé oder Noe; hebräisch נֹחַ Nṓaḥ „Ruhe“; griechisch Νῶε Nôe; arabisch نُوح Nuh, DMG Nūḥ) ist eine biblische Figur und soll nach dem Buch Genesis (1. Buch Moses) der Bibel der zehnte Urvater nach Adam gewesen sein. Wegen seiner Glaubenstreue wurde er gemäß der biblischen Überlieferung von Gott auserwählt, durch den Bau der Arche mit seiner Familie die Sintflut zu überleben.
Auf Noachs drei Söhne Sem, Ham und Jafet geht nach Genesis 10,1–32  die Aufspaltung der Menschheit in die drei damals bekannten unterschiedenen Völkerschaften zurück. In der Geschlechterfolge der Bibel ist Noach der zehnte Vorfahre Abrahams.

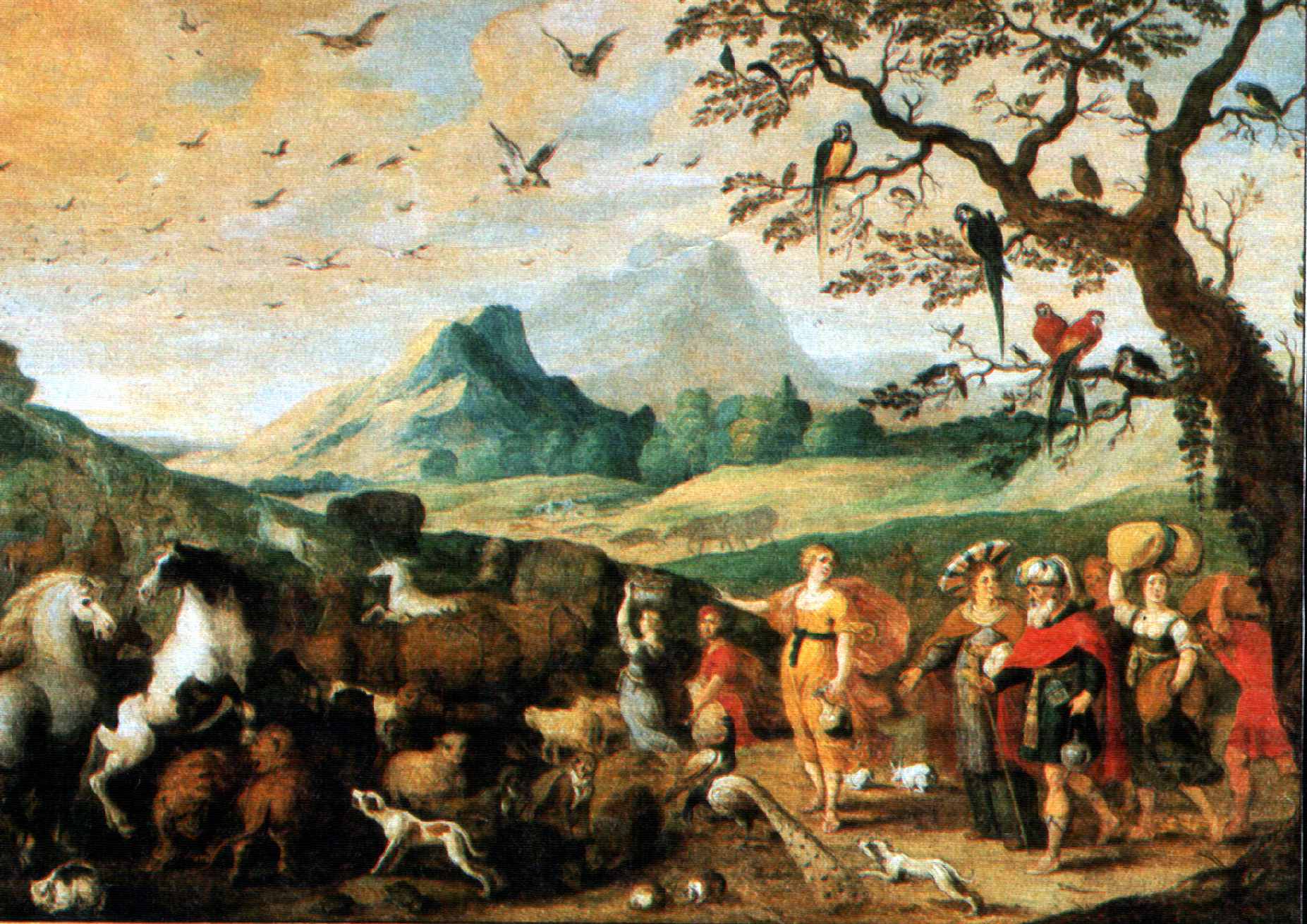
Hans Jordaens: Noahs Einzug in die Arche

## Noach im 1. Buch Mose (Genesis)

### Stammfolge
| Adam und Eva |  |  |  |  |  |
|              |  |  |  |  |  |
| Set          |  |  |  |  |  |
|              |  |  |  |  |  |
| Enosch       |  |  |  |  |  |
|              |  |  |  |  |  |
| Kenan        |  |  |  |  |  |
|              |  |  |  |  |  |
| Mahalalel    |  |  |  |  |  |
|              |  |  |  |  |  |
| Jered        |  |  |  |  |  |
|              |  |  |  |  |  |
| Henoch       |  |  |  |  |  |
|              |  |  |  |  |  |
| Metuschelach |  |  |  |  |  |
|              |  |  |  |  |  |
| Lamech       |  |  |  |  |  |
|              |  |  |  |  |  |
| Noach        |  |  |  |  |  |

Gen 5,3–29 

### Übersicht
Nach dem Buch Genesis, dem Bereschit (hebräisch בְּרֵאשִׁית ‚Im Anfang‘), war Noach der Sohn von Lamech (Gen 5,28 ). Sein Name Noach bzw. Noah könnte von dem hebräischen Wort für Ruhe/ausruhen abgeleitet sein. Im Alter von 500 Jahren zeugte er seine drei Söhne Sem, Ham und Jafet. Über deren genaues Geburtsjahr wird keine Auskunft gegeben (Gen 5,32 ). Mit Ham als Jüngstem (Gen 9,24 ) entspricht die übliche Aufzählung der Bedeutung für das Nachfolgende.
Insgesamt wird sein Lebensalter mit 950 Jahren angegeben (Gen 9,29 ). Mit ihm endet die Ära der ersten Patriarchen, deren Lebensdauer mit Ausnahme von Henoch weit über 700 Jahre war. Bei den folgenden Generationen nahm das Alter sprunghaft ab (vgl. Biblisches Alter).

### Die Sintflut

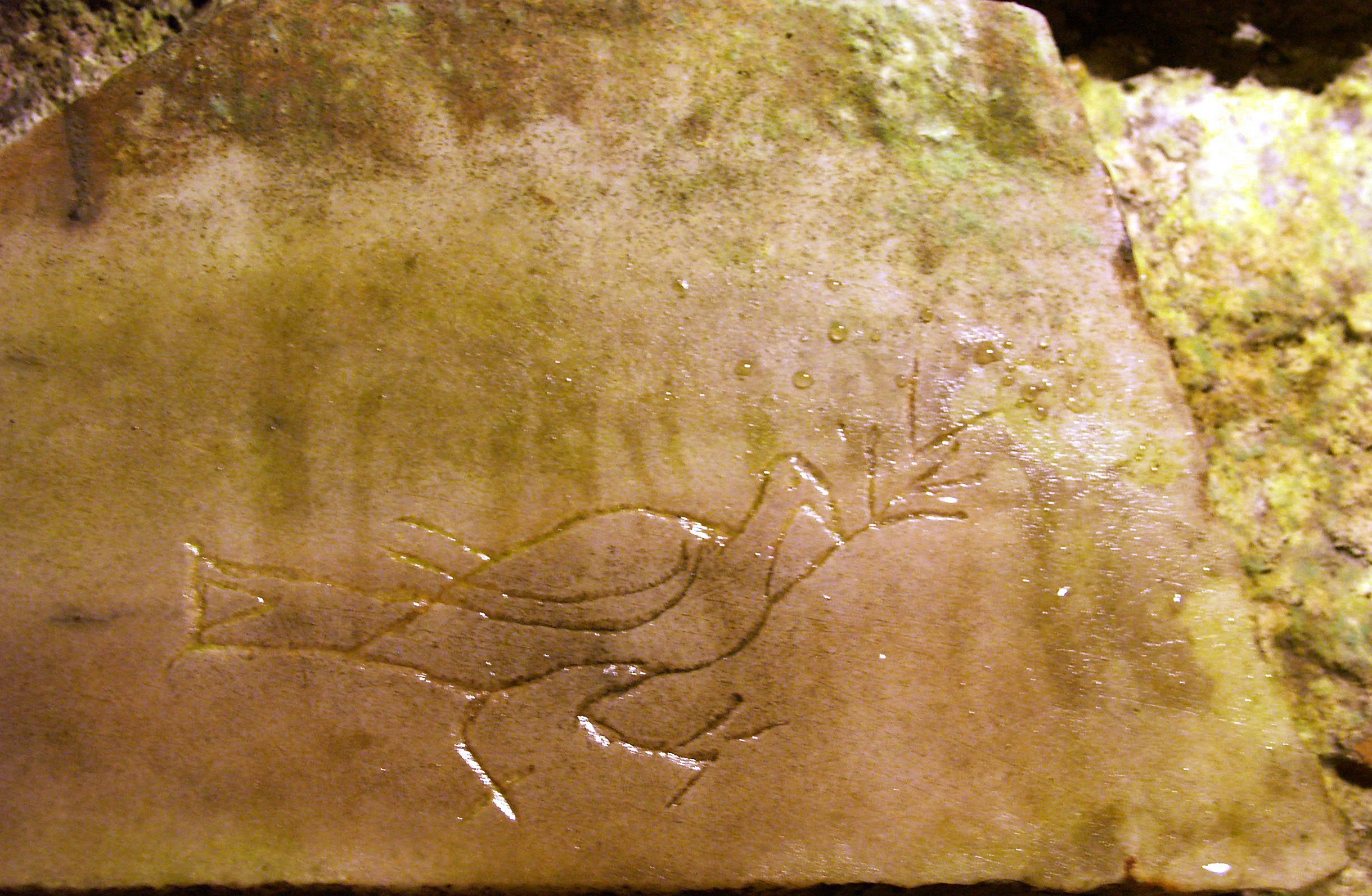
Steintafel mit Taube und Olivenzweig, Domitilla-Katakomben, Rom

Nach der biblischen Erzählung will der Gott JHWH die Menschheit wegen ihrer Sündhaftigkeit auslöschen, erbarmt sich aber Noachs und dessen Familie wegen seiner Frömmigkeit. In der Arche kann Noah sich, seine Frau, seine Söhne und deren Frauen sowie viele Tiere vor einer Vernichtung durch die Sintflut retten und sichert so den Fortbestand der Menschheit und der Tiere auf der Erde. Die Taube spielt in der biblischen Sintflut-Erzählung die Rolle des frohen Botschafters: Eine von Noach ausgelassene Taube kehrt mit einem frischen Olivenzweig im Schnabel zur Arche zurück (Gen 8,11 ). Nach der Flut übergibt JHWH den Menschen die unbeschränkte Herrschaft über alles Leben auf der Erde (Gen 9,1–2 ). JHWH schließt einen Bund mit Noach, verspricht, es werde nie wieder eine Sintflut geben, und setzt den Regenbogen als Zeichen hierfür in die Wolken (Gen 9,8–17 ).
Ähnliche mythologische Fluterzählungen sind aus vielen Kulturen überliefert. Eine besonders enge Verwandtschaft lässt sich mit dem viel älteren sumerisch-babylonischen Atraḫasis-Epos (etwa 1800 v. Chr.) und seinem Sintfluthelden Ziusudra sowie mit dem griechischen Deukalion-Epos (etwa 1400 v. Chr.) erkennen.
Auf Noachs drei Söhne werden in der sogenannten „Völkertafel“ der Genesis die damals den Hebräern bekannten Völker zurückgeführt (Gen 10,1–32 ; 1 Chr 1,5–23 ): Auf Sem die Semiten, auf Ham die Hamiten (dunkelhäutige Afrikaner) und auf Jafet die Jafetiten.

### Die Verfluchung Hams durch Noach

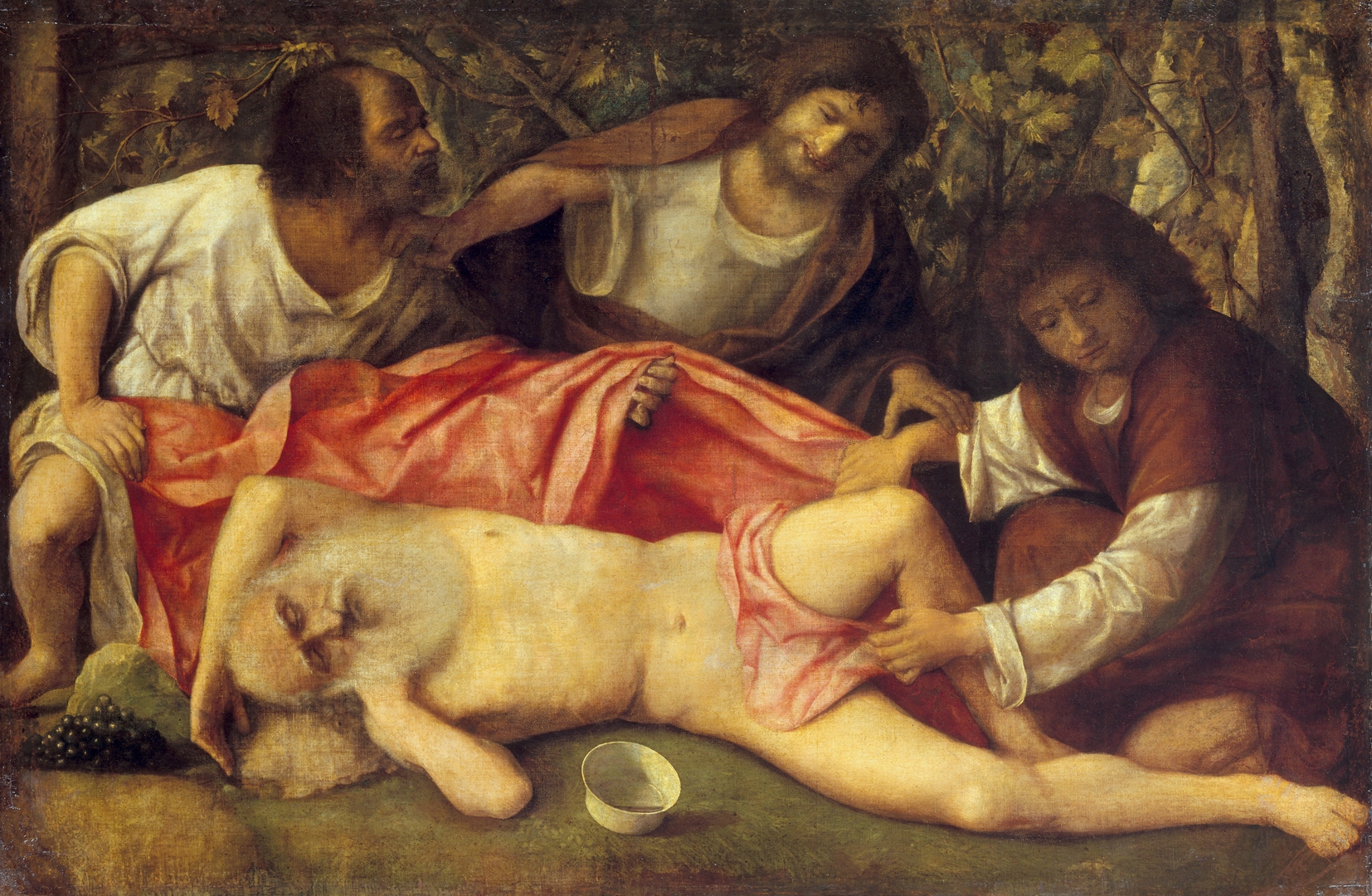
Giovanni Bellini: Die Trunkenheit Noahs; der betrunkene Noah wird von seinen Söhnen entdeckt.

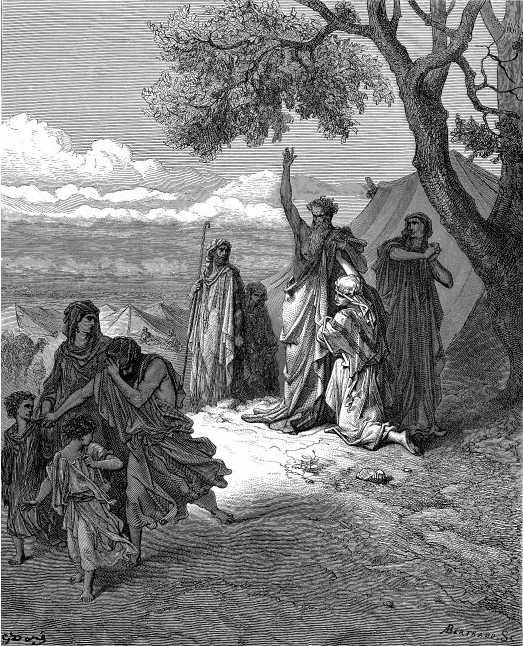
Gustave Doré: Noah verflucht seinen Enkel Kanaan (links)

Noach ist der biblischen Erzählung nach ein Mann des Ackerbodens und der ersterwähnte Weinberg-Pflanzer (Gen 9,20 ). Der ersterwähnte Ackerboden-Bearbeiter war gemäß der Bibel (Gen 4,2 ) hingegen bereits Kain.
Noachs Sohn Ham entdeckte den nach Alkoholkonsum in seinem Zelt unbekleidet eingeschlafenen Vater. Er erzählte seinen Brüdern Sem und Japhet davon, die daraufhin die Blöße des Vaters mit einem Tuch bedeckten, ohne diesen dabei anzusehen. Als der Vater erwachte und erfuhr, was passiert war, verfluchte er Hams Sohn Kanaan und alle seine Nachkommen dazu, Knechte seiner Brüder zu sein (Der Fluch über Ham). Zugleich werden Hams Brüder durch den besonderen Segen ihres Vaters ausgezeichnet, da sie ihn zugedeckt hatten.(Gen 9,21–27 )
Die meisten Bibelübersetzungen in neuzeitliche Sprachen legen nahe, dass Ham seinen betrunkenen Vater zufällig nackt gesehen habe und dieser dafür dessen Sohn Kanaan verfluchte. Die Strafe erscheint dafür jedoch unverhältnismäßig und unverständlich, so dass in der Regel mit unterschiedlichen Schwerpunktsetzungen der Umgang Hams mit den Ereignissen als die eigentliche Verfehlung interpretiert wird: er verhöhnte seinen schutzlosen Vater statt ihn zu ehren und zu schützen, wie es seine Pflicht als Sohn gewesen wäre.
Andere moderne Interpretationen identifizieren die Tat durch eine Analyse der hebräischen Originalpassage als einen sexuellen Übergriff; Varianten sprechen von Voyeurismus oder Inzest mit der Mutter, für den die Aufdeckung der Nacktheit des Vaters nur ein stellvertretendes Bild darstelle; vor diesem Hintergrund scheint der Fluch gegen den Sohn als Folge der Verfehlung und die Schwere der Strafe plausibel. Eine verbreitete Lesart sieht das Vergehen in einer am hilflosen Vater begangenen homosexuellen Handlung, sie findet sich bereits in jüdischen Texten des 5. Jahrhunderts. Ausschließlich in alten jüdischen Texten findet sich daneben die Ansicht, das Vergehen bestehe in einer Kastration des Vaters.
Die Bedeutung dieser Passage ist umstritten, es wurde unterschiedlich ausgelegt, ob der Fluch Ham galt, der die Verfehlung beging, oder tatsächlich seinem Sohn Kanaan. Daraus folgen unterschiedliche Auslegungen, welche Völker durch den Fluch getroffen werden. Er wurde so etwa als Legitimationsfigur für die gottgewollte Überlegenheit der Hebräer in der Auseinandersetzung mit den Kanaanitern verwendet.
Einige Interpretationen identifizieren die Nachkommen des Ham als Afrikaner, damit wurde von Christen später die Versklavung schwarzer Völker biblisch gerechtfertigt.

## Noach im Talmud: Noachidische Gebote
Der Talmud leitet aus der biblischen Erzählung den Noachidischen Bund und dazugehörige sieben Noachidische Gebote ab. Diese sind nach jüdischem Verständnis allen Menschen vermacht und daher in den großen Religionen oft angelegt.
Ein Nichtjude, der sich an die Noachidischen Gebote hält, kann nach jüdischem Verständnis Anteil an der kommenden Welt wie ein Jude erlangen. Aus diesem Grund besteht aus jüdischer Sicht kein Bedarf an Mission, andere Religionen verdienen Respekt, solange sie umgekehrt auch die jüdische Identität achten.
Konversionswillige werden sogar ausdrücklich darauf hingewiesen, dass sie durch die Befolgung der wenigen Noachidischen Gebote bereits vor Gott bestehen können, wogegen sie als Juden alle dem Judentum übergebenen Gebote zu erfüllen haben.

## Noach im Neuen Testament
Nach Lk 17,26–27  hat Jesus die Tage des Menschensohnes mit den Tagen vor der Sintflut verglichen. In Hebr 11,7  wird gesagt, dass Noach durch den Glauben die Arche gebaut habe und auf diese Weise seine Hausgemeinschaft habe retten können. 1 Petr 3,20  vergleicht die Rettung Noachs durch das Wasser mit der Taufe. In 2 Petr 2,5  wird er „Prediger der Gerechtigkeit“ genannt.
Demnach dürften Jesus und die Autoren des Neuen Testamentes Noach als geschichtliche Person und die Sintflut als Realität verstanden haben.

## Noach in den Apokryphen und Pseudepigraphien
Auch in den Apokryphen finden sich Spuren Noachs. Im Jubiläenbuch („Kleine Genesis“) wird die biblische Erzählung viel ausführlicher nacherzählt und erweitert (Jub 5,1–10,17, siehe auch Die Apokalypse des Adam' 69.2–71.5). Die Arche landete auf dem Gipfel des Lubar, einem der Berge des Ararat (Jub 5,28). Nach dem Pseudo-Titus-Brief suchten die Söhne Noachs nach der Sintflut Orte zum Städtebauen und benannten sie nach ihren Frauen. Die Namen der Städte sind Neelatamauk (Ham), Adataneses (Jafet), Sedeketelebab (Sem) (Jub 7,14–16). Später verlost Noach die Erde an seine Söhne. Die Erdmitte bekommt Sem, der Süden geht an Ham, Jafet erhält den Norden (Jub 8,10–30, ApokAd 72.15). In der Apokalypse des Paulus trifft Paulus in einer Vision auf Noach. Dieser erzählt ihm, er habe an der Arche 100 Jahre gebaut, ohne sich zu waschen und die Kleidung zu wechseln (ApkPaul 50). Nach dem Apokryphon des Johannes überlebten Noach und seine Nachkommen nicht in einer Arche, sondern in einer Lichtwolke (AJ 28.30–29.10).
Der Name von Noachs Gattin wird in der Bibel selbst nirgends erwähnt. Im 14. Kapitel der apokryphen Schrift „Die Schatzhöhle“ wird ihr Name allerdings genannt: Dort heißt sie Haikal und ist Tochter der Namos und Enkelin des Henoch, der hier als Bruder des Metusala genannt wird. Wie auch im ersten Buch Mose sind die gemeinsamen Kinder von Haikal und Noach Sem, Cham (Ham) und Japhet. Noach heiratete Haikal demnach auf Geheiß Gottes, als er bereits fünfhundert Jahre alt war, wobei ihm auch gleich die Sintflut angekündigt wurde. Nach rabbinischer Tradition heißt sie dagegen Naama und ist die Tochter von Lamech und Zilla. Im Buch der Jubiläen heißt sie Emzara (Jub 4,33).

## Noah im Koran

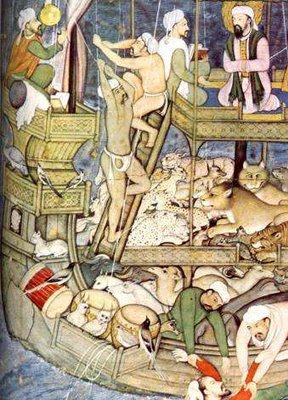
Detail einer muslimischen Darstellung aus dem 16. Jh.

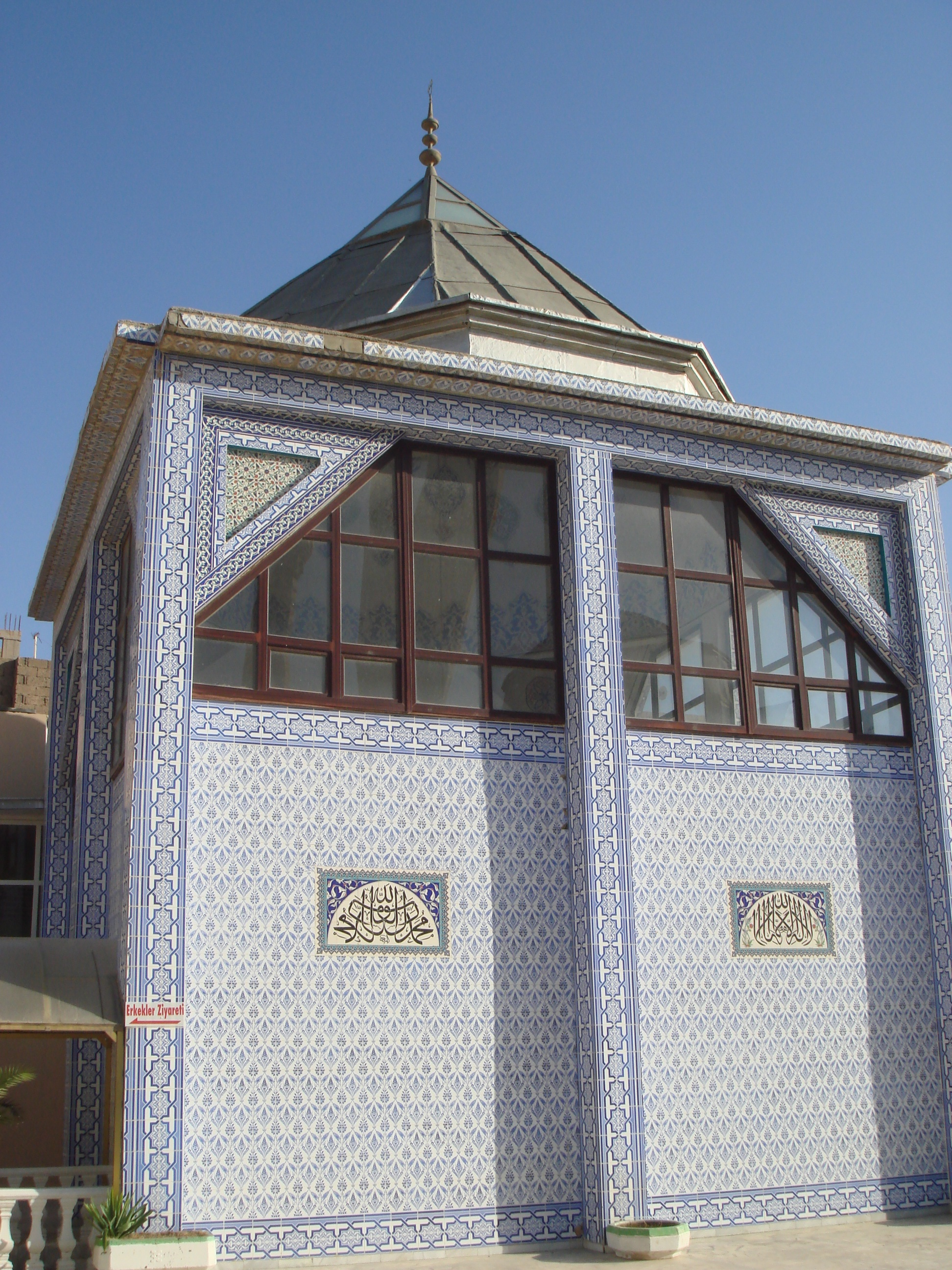
Grabmal Noachs in Cizre

Im Koran wird Noah an 26 Stellen erwähnt. So enthält Sure 11, 25–48 eine Version der Sintfluterzählung. Wie in der biblischen Erzählung belädt Noach hier sein Schiff jeweils mit einem Paar von jeder Tiergattung, mit seiner Familie und mit den wenigen Menschen, die noch gläubig sind (Sure 11:40). Ein besonderes Element der koranischen Noah-Erzählung ist der ungläubige Sohn Noahs, der nicht in seinem Schiff mitfahren, sondern sich auf einen Berg begeben will, dort aber in den Fluten ertrinkt (Sure 11:42–43). Als Noah Gott wegen seines Sohnes anruft, wird er von diesem belehrt, dass sein Sohn nicht zu seiner Familie gehört, und aufgefordert, sich nicht in unrechter Weise für ihn einzusetzen (Sure 11:45–46), weil über ihn bereits der Ausspruch (der Vorherbestimmung) vorliegt (Sure 11:40). Eine genaue Parallelerzählung zu dem koranischen Bericht ist in der christlichen und jüdischen Tradition nicht zu finden. Der islamische Mystiker und Dichter Rumi interpretiert die Arche als die göttliche Führung durch den Propheten Mohammed und bezieht sich auf ein Hadith, das dem Propheten zugeschrieben wird und in dem dieser sich mit der Arche Noah vergleicht (Wer einsteigt, wird gerettet). Dieser sicheren Führung durch göttliche Inspiration (Arche) stellt er die menschliche Erkenntnisfähigkeit als Schwimmen gegenüber, die letzten Endes zum Ertrinken führt, wie beim Sohn Noahs.
Weitere Koranstellen zum Thema sind Sure 7:59–64, Sure 10:71–73, Sure 26:105–122, Sure 37:75–81. Außerdem ist die Sure 71 nach Noah (Nuh / نوح / Nūḥ) benannt. In dieser Sure sind die Bitten und Drohungen des von Gott gesandten Noah beschrieben, die die Menschen zur Umkehr bewegen sollten. In Vers 23 werden mehrere Götter genannt. „Und sie sagen (zueinander): ‚Lasst eure Götter nicht im Stich. Und verlasst weder Wadd noch Suwa’ noch Yaguth und Ya’uq und Nasr.‘“ Als nicht auf Noah gehört wird, schlägt er Gott vor, keinen der Ungläubigen auf Erden zu lassen (Sure 71:26).
Nach islamischer Tradition landete Noah mit seiner Arche nicht auf dem Berg Ararat, sondern auf dem al-Dschudi, der mit dem Berg Cudi Dağı in der Türkei gleichgesetzt wird. Von dort machte er sich auf und gründete die Stadt Şırnak, deren Name sich von Şehr-i Nuh – Noahs Stadt – ableiten soll. Noah soll in Cizre (Südostanatolien) bestattet worden sein, wo sein Grab als Türbe verehrt wird.

## Noach im Bahaitum
Das Bahaitum interpretiert die Symbolik der Noachlegende allegorisch: Zum einen erscheint Noach als der Kapitän, der „Heilige Seefahrer“, der mit seiner Lehre (die Arche) die Gläubigen zur Erkenntnis Gottes führt („heiligen Stränden“). Die Annahme des neuen Offenbarers durch geistig offene Menschen wird mit der Landung der Arche auf dem Berg Ararat verglichen. Die Sintflut wird ausgelegt als der Untergang der überkommenen Welt- und Gesellschaftsordnung, wenn die neue Religion erscheint (Untergang des Römischen Reiches in seiner antiken Form). Außerdem erscheint die Arche als Sinnbild für die durch den Offenbarer Religionsgemeinschaft bzw. der gestifteten Institutionen, z. B. das Universale Haus der Gerechtigkeit.

## Noach bei den Mormonen
In der Theologie der Mormonen ist Noach die Verkörperung des Erzengels Gabriel.

## Ziusudra bei den Sumerern und Babyloniern
Im sumerischen Atraḫasis-Epos (Mesopotamien, etwa zwischen 2000 v. Chr. und 1800 v. Chr. verfasst) rettet Atraḫasis, gewarnt vom Erdgott Enki, die Menschheit vor einer von den Göttern entfesselten Sintflut durch den Bau eines Schiffes. Eine Version der sumerischen Königsliste verzeichnet Atraḫasis mit dem Namen Ziusudra als Sohn des Königs Ubar-Tutu von Šuruppak.
Diese Sintflut-Geschichte findet sich später auch im babylonischen Gilgamesch-Epos (um 1200 v. Chr.) wieder, in der Atraḫasis Uta-napišti genannt wird. Laut Gilgamesch-Epos soll die Flut ihren Ausgang in Šuruppak genommen haben und das Schiff am Berg Nisir gestrandet sein. Uta-napišti sendet dann zuerst eine Taube, später eine Schwalbe und schließlich einen Raben aus. Als der Rabe nicht zurückkehrt, wusste er, dass das Land wieder begehbar war. Das Gilgamesch-Epos war in immer neuen Fassungen über Jahrhunderte grundlegende Schullektüre im Vorderen Orient. Es wurde ins Hethitische und Hurritische übersetzt, zudem ist eine elamische Version bekannt.

## Gedenktage
- evangelisch: 29. November im Kalender der Lutherischen Kirche – Missouri-Synode
- römisch-katholisch: 16. Dezember (wird hier nicht als Heiliger oder Seliger geführt)
- orthodox: 10. Mai, 3. Advent
- armenisch: 26. Dezember
- koptisch: 1. August, 7. September
- syrisch: 2. Mai
- islamisch: Aschura (10. Muharram)

## Noah in den Medien
siehe: Arche Noah in Film und Literatur